# 빨간 약과 파란 약

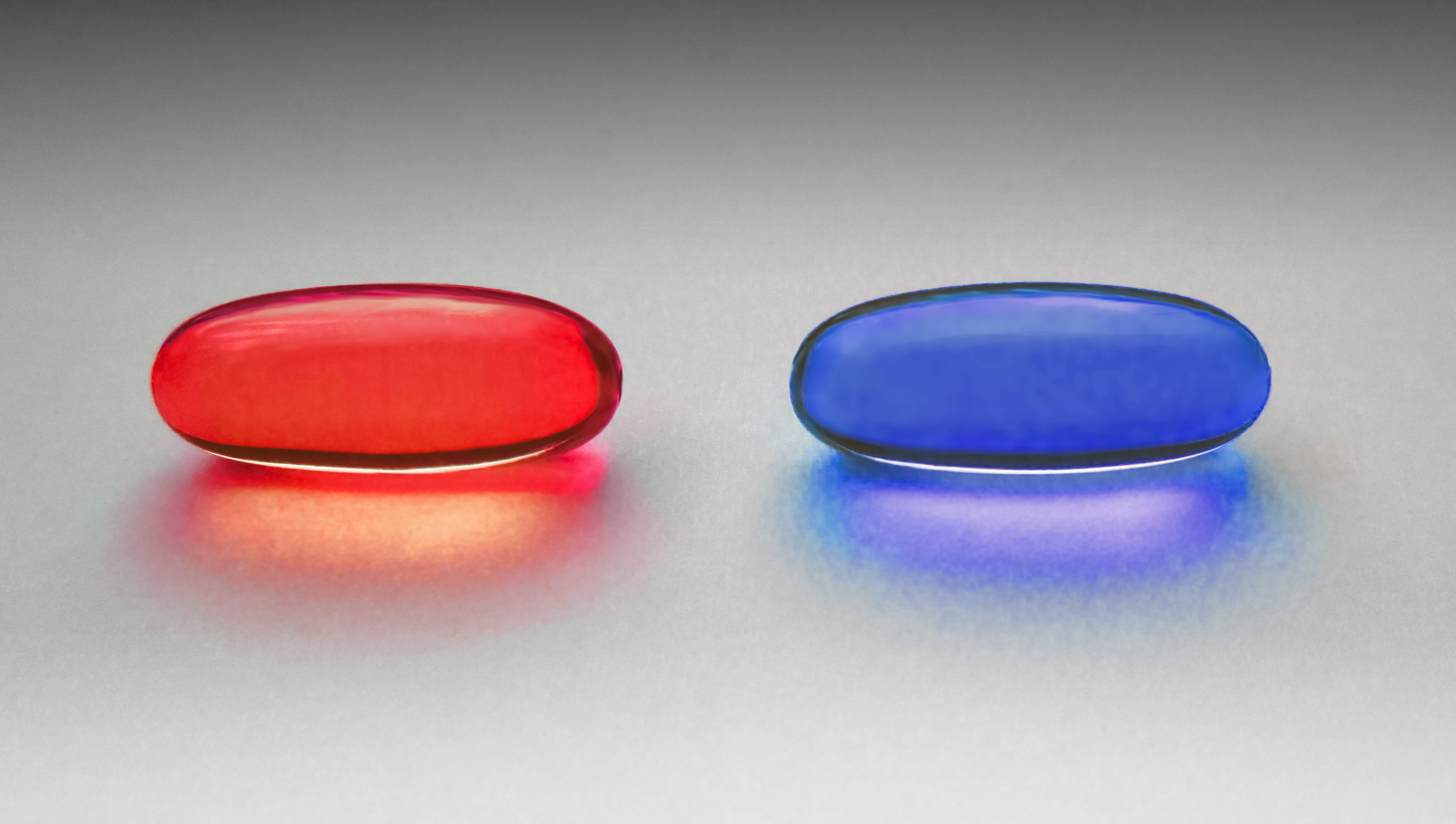

빨간 약이란 워쇼스키 자매의 영화 매트릭스에서 진실을 알게 하는 매개체이다. 빨간 약은 혼돈스럽고 고통스러운 진실의 모습을 보는 것이고, 파란 약은 질서있는 세계 속에서 안온한 만족의 길로 제시된다.

## 의미화

### 세계관의 변화
<매트릭스>에서 빨간 약을 선택한 사람들만 각성하고 파란 약을 선택한 사람들은 세뇌당해 문제의식을 느끼지 못하는 것을 빗대어 기존의 질서와 다른 선택을 하는 행위를 할 때 사용된다.

## 같이 보기
- 부인주의

1. ↑  구본권 (2019년 5월 6일). ““빨간약이냐 파란약이냐”…가상세계 속 인간 선택은?”. 한겨레 신문. 2019년 6월 20일 확인에 확인함.
2. ↑  남정욱 (2014년 10월 5일). “'파란책'은 없고 '빨간책' 판치는 세상 아이들엔 독이 든 사과”. 미디어펜. 2019년 6월 20일에 원본 문서에서 보존된 문서. 2019년 6월 20일 확인에 확인함.